# Ганс-Гельмут Бугс
Ганс-Гельмут Бугс (нім. Hans-Helmuth Bugs; 11 березня 1917, Ангермюнде — 7 червня 1944, Ла-Манш) — німецький офіцер-підводник, оберлейтенант-цур-зее крігсмаріне.

## Біографія
1 квітня 1937 року вступив на флот. З квітня 1939 року — вахтовий офіцер на навчальному артилерійському кораблі «Бруммер». З жовтня 1939 року —офіцер взводу запасного артилерійського дивізіону, з лютого 1940 року — 219-го зенітного дивізіону. В квітні-вересні 1940 року пройшов курс підводника. З вересня 1940 по червень 1941 року — офіцер ноти 1-ї навчальної дивізії підводних човнів. З 30 серпня 1941 по травень 1942 року — 1-й вахтовий офіцер на підводному човні U-435. В травні-липні пройшов курс командира човна. З 2 липня 1942 року — командир U-629, на якому здійснив 11 походів (разом 204 дні в морі). 7 червня 1944 року U-629 був потоплений в Кельтському морі північно-західніше Уессана (48°34′ пн. ш. 05°23′ зх. д.) глибинними бомбами британського бомбардувальника «Ліберейтор». Всі 51 члени екіпажу загинули.

## Звання
- Кандидат в офіцери (1 квітня 1937)
- Морський кадет (21 вересня 1937)
- Фенріх-цур-зее (1 квітня 1938)
- Оберфенріх-цур-зее (1 липня 1939)
- Лейтенант-цур-зее (1 серпня 1939)
- Оберлейтенант-цур-зее (1 березня 1941)

## Нагороди
- Залізний хрест
  - 2-го класу (1939)
  - 1-го класу (1943)
- Нагрудний знак підводника (6 квітня 1942)